# Zelleria cryptica
Zelleria cryptica là một loài bướm đêm thuộc họ Yponomeutidae. Loài này có ở Úc.